# 李国豪 (学者)

李国豪

李国豪（1913年4月—2005年2月23日），男，广东梅县人，中国土木工程学家、桥梁结构力学专家和工程教育家，上海同济大学原校长、名誉校长。

## 生平
李国豪1936年毕业于同济大学，1940年和1942年先后获德国达姆施塔特工业大学工学博士和特许任教資格。1955年当选中国科学院院士、1994年当选中国工程院院士。1983年，当选为上海市第六届政协主席。
1979年12月6日，李国豪与复旦大学校长苏步青、华东师范大学（时称上海师范大学）校长刘佛年、上海交通大学党委书记邓旭初联名在《人民日报》上发表题为《给高等学校一点自主权》的文章，就收拾教育局面進行討論，呼吁政府给高等学校一点自主权，中国高等教育体制改革由此逐步在全国展开。

## 社会兼职
中华人民共和国国务院学位委员会第一、二届委员，中国土木工程学会名誉理事长，中国工程学会联合会名誉主席，中国老科技工作者协会名誉主席。
1983年5月28日至30日，中国高等教育学会在北京召开成立大会，大会选举了第一届理事会成员，他出任常务理事。
1986年6月，中国科学技术协会第三次全国代表大会在北京召开，选举产生第三届全国委员会。6月28日，第三届全国委员会第一次会议召开，推举其担任常务委员。1995年5月，中国科学技术协会第四次代表大会召开，并选举产生第四届全国委员会。5月27日，第四届全国委员会第一次会议召开，其被选为荣誉委员。
曾先后受聘为武汉长江大桥和南京长江大桥技术委员会委员和主任，宝山钢铁总厂工程技术委员会首席顾问，上海南浦大桥专家组组长，汕头海湾大桥和虎门大桥顾问组组长。